# New Zealand Council of Trade Unions Te Kauae Kaimahi
Das New Zealand Council of Trade Unions Te Kauae Kaimahi (NZCTU), ursprünglich nur New Zealand Council of Trade Unions genannt, ist eine 1987 gegründete gewerkschaftliche Dachorganisation in Neuseeland.

## Geschichte
Bevor das New Zealand Council of Trade Unions gegründet wurde, war 50 Jahre lang die New Zealand Federation of Labour (1937–1987) die Dachorganisation der Gewerkschaften in Neuseeland. 1982 schlug die Public Service Association (PSA) vor, eine neue zentrale Gewerkschaftsorganisation zu bilden. Die Debatte darüber lief über fünf Jahre hinweg, bis sich schließlich 1987 der militante und der gemäßigte Flügel der neuseeländischen Gewerkschaftsbewegung einigen und das New Zealand Council of Trade Unions gründen konnten. Die New Zealand Federation of Labour sowie die Combined State Unions (CSU) wurden damit ab- und aufgelöst.
Als die New Zealand Labour Party bei den Parlamentswahlen im Jahr 1990 ihre Regierungsmehrheit verlor, deregulierte 1991 die New Zealand National Party mit dem Employment Contracts Act 1991 die Arbeitsmärkte dergestalt, dass alle Tarifverträge in individuelle Verträge zwischen einem einzelnen Arbeitnehmer und seinem Arbeitgeber umgewandelt wurden. Damit wurden alle Tarifverträge für nichtig erklärt und die Zwangsmitgliedschaft in einer Gewerkschaft abgeschafft. Die Gewerkschaften verloren auch ihr ausschließliches Recht, Arbeitnehmer zu vertreten. Gewerkschaften als solches gab es nicht mehr, sondern nur noch Arbeitnehmerorganisationen, die als eingetragene Vereine geführt werden mussten. Dies alles schwächte die Gewerkschaftsbewegung in Neuseeland, wobei Privatisierungen staatlicher Organisationen ein Zusätzliches taten. Als Labour 1999 die Regierungsmehrheit zurückgewinnen konnte, machte die Regierung unter Helen Clark einiges von den Gesetzen rückgängig. Doch der Organisationsgrad der Beschäftigten konnte 2018 als Beispiel die 15,7 % nicht überschreiten.

## Die NZCTU heute
Ziel des NZCTU ist es, das Leben der arbeitenden Menschen und ihrer Familien zu verbessern. Die Organisation sieht ihre Aufgabe darin, die gewerkschaftliche Organisierung und den Kollektivismus durch aktive Kampagnenprogramme zu fördern. In der Präambel der Satzung der Organisation heißt es: Das NZCTU besteht, um demokratische Gewerkschaften zu vereinen, sie in die Lage zu versetzen, sich zu konsultieren und im Interesse des Gemeinwohls zusammenzuarbeiten, und um zur Verwirklichung der vereinbarten Ziele und Zwecke des NZCTU beizutragen, indem sie gemeinsam und im Einklang mit demokratischen Mehrheitsentscheidungen handeln.
Das NZCTU erklärt, dass Lohn- und Gehaltsempfänger und die sie vertretenden Gewerkschaften bestimmte Grundrechte haben, die in internationalen Erklärungen anerkannt werden:
- das Recht auf sinnvolle Beschäftigung, auf soziale Sicherheit, auf soziale Gerechtigkeit, Menschenrechte und Chancengleichheit;
- das Recht, sich gewerkschaftlich zu organisieren und Gewerkschaften zu gründen und Gewerkschaften beizutreten;
- das Recht auf Kollektivverhandlungen mit dem Arbeitgeber,
- das Recht auf Streik.

Das NZCTU wird:
- Te Tiriti o Waitangi als das Gründungsdokument von Aotearoa/Neuseeland anerkennen
- die Grundsätze der Demokratie hochhalten, einschließlich der demokratischen Mittel des Regierungswechsels;
- für die Sache des Friedens und der menschlichen Freiheit eintreten;
- Totalitarismus und Aggression in jeder Form ablehnen und bekämpfen. Die NZCTU sagt allen arbeitenden Menschen, die durch unterdrückerische Regime ihrer Rechte als Arbeitnehmer und Menschen beraubt werden, Solidarität und Unterstützung zu.

Der NZCTU erklärt, dass alle Arbeitnehmerinnen und Arbeitnehmer gleiche Rechte und Chancen am Arbeitsplatz, in den Gewerkschaften und in der Gesellschaft insgesamt genießen sollten.

## Mitgliedsgewerkschaften
Dem New Zealand Council of Trade Unions sind 33 Gewerkschaften (2025) angeschlossen. Diese sind im Einzelnen:
| Gewerkschaft                                                             | gegr.            | Mitglieder | Stand           | Webseite        |
| ------------------------------------------------------------------------ | ---------------- | ---------- | --------------- | --------------- |
| Aotearoa Legal Workers’ Union (ALWU)                                     | 2019             | 230        | 1. März 2024    | alwu.org.nz     |
| Association of Salaried Medical Specialists (ASMS)                       | 1. April 1989    | 6.165      | 2024            | asms.org.nz     |
| Aviation and Marine Engineers Association (AMEA)                         | 1881             | 3.336      | 1. März 2024    | amea.co.nz      |
| Directors and Editors Guild of Aotearoa New Zealand (DEGANZ)             | 1995             | 376        | 1. März 2024    | deganz.co.nz    |
| Equity New Zealand                                                       | ?                | 1.024      | 1. März 2024    | equity.org.nz   |
| E tū                                                                     | 1863             | 46.727     | 1. März 2024    | etu.nz          |
| Independent Schools Education Association (ISEA)                         | 1967             | 1.015      | 31. Januar 2024 | isea.org.nz     |
| Maritime Union of New Zealand (MUNZ)                                     | 2002             | 3.692      | 1. März 2024    | munz.org.nz     |
| Midwifery Employee Representation and Advisory Services (MERAS)          | 2002             | 2033       | 1. März 2024    | meras.co.nz     |
| National Union of Public Employees (NUPE)                                | 1992             | 1.555      | 1. März 2024    | nupe.org.nz     |
| New Zealand Dairy Workers Union – Te Runanga Waiū (DWU)                  | ?                | 8.699      | 31. März 2024   | nzdwu.org.nz    |
| New Zealand Educational Institute (NZEI)                                 | 1883             | 50.418     | März 2024       | nzei.org.nz     |
| New Zealand Furniture, Manufacturing and Associated Workers Union        | ?                | 646        | 1. März 2024    |                 |
| New Zealand Merchant Service Guild Industrial Union of Workers (NZMSG)   | 1901             | 683        | 1. März 2024    | nzmsg.co.nz     |
| New Zealand Nurses Organisation (NZNO)                                   | 1905             | 60.624     | 2024            | nzno.org.nz     |
| New Zealand Post-Primary Teachers Association (PPTA)                     | 1952             | 20.882     | März 2024       | ppta.org.nz     |
| New Zealand Professional Firefighters' Union (NZPFU)                     | ?                | 1987       | 1. März 2024    | nzpfu.org.nz    |
| New Zealand Professional Footballers’ Association (NZPFA)                | 2001             | 181        | 1. März 2024    | nzpfa.co.nz     |
| New Zealand Tramways and Public Passenger Transport Employees Union      | 15. Mai 1991     | 1.370      | 1. März 2024    |                 |
| New Zealand Writers Guild (NZWG)                                         | 1975             | 370        | 1. März 2024    | nzwg.org.nz     |
| NZ Meat Workers and Related Trades Union                                 | 1912             | 17.000     | 2025            | nzmwu.org.nz    |
| Postal Workers Union of Aotearoa (PWUA)                                  | 1994             | 951        | 1. März 2024    | pwua.org.nz     |
| Public Service Association (PSA)                                         | 1913             | 86.825     | März 2023       | psa.org.nz      |
| Pulp & Paper Workers Union – Kawerau (PPWU)                              | Oktober 2016     | 366        | 1. März 2024    |                 |
| Rail & Maritime Transport Union (RMTU)                                   | April 1995       | 6.264      | 1. März 2024    | rmtunion.org.nz |
| Specialty Trainees of New Zealand (STONZ)                                | 25. Februar 2018 | 1.952      | 1. März 2024    | stonz.co.nz     |
| Taxpro                                                                   | Oktober 1996     | 593        | 1. März 2024    | taxpro.co.nz    |
| New Zealand Tertiary Education Union Te Hautū Kahurangi o Aotearoa (TEU) | 20. Januar 2009  | 10.293     | 1. März 2024    | teu.ac.nz       |
| Tertiary Institutes Allied Staff Association (TIASA)                     | März 1969        | 1.676      | 1. März 2024    | tiasa.org.nz/   |
| Tuia Union                                                               | 2000             | 248        | 1. März 2024    |                 |
| Unite Union Manatōpū                                                     | ?                | 5.570      | 1. März 2024    | unite.org.nz    |
| Workers First Union                                                      | 1991             | 31.825     | 30. Juni 2024   | workersfirst.nz |